# Thasaporn Naklo
Thasaporn Naklo (thailändisch ทรรศพร นาคหล่อ; * 20. August 2001 in Bangkok) ist eine thailändische Tennisspielerin.

## Karriere
Naklo begann mit acht Jahren das Tennisspielen und spielt bislang vorrangig auf der ITF Women’s World Tennis Tour, wo sie bisher je drei Titel im Einzel und im Doppel gewinnen konnte.
2017 startete sie bei den Australian Open im Juniorinneneinzel, wo sie in der ersten Runde gegen Liang En-shuo mit 3:6 und 1:6 verlor, im Juniorinnendoppel erreichte sie zusammen mit Partnerin Anri Nagata das Halbfinale.
2018 verlor sie im Juni in Wimbledon im Juniorinneneinzel in der ersten Runde mit 4:6 und 1:6 gegen Sada Nahimana, im Juniorinnendoppel scheiterte sie mit Partnerin Mananchaya Sawangkaew ebenfalls in der Auftaktbegegnung an der Paarung Eléonora Molinaro und Clara Tauson mit 2:6, 7:64 und 3:6. Bei den Asienspielen im August erreichte sie mit Partnerin Mananchaya Sawangkaew das Achtelfinale, wo die beiden mit 3:6 und 1:6 gegen die topgesetzten taiwanesischen Schwestern Chan Hao-ching und Latisha Chan verloren. Im September bei den US Open verlor Naklo im Juniorinneneinzel nur knapp in drei Sätzen, als sie beim Stande von 7:63, 5:7 und 62:64 gegen Mylène Halemai aufgeben musste. Im Juniorinnendoppel scheiterte sie in der ersten Runde mit Partnerin Wong Hong-yi an den späteren Titelträgerinnen und topgesetzten Duo Coco Gauff und Caty McNally mit 1:6 und 3:6. Bei den Olympischen Jugend-Sommerspielen im Oktober trat sie in drei Disziplinen für Thailand an. Im Mädcheneinzel verlor sie in der ersten Runde gegen Joanna Garland mit 5:7 und 1:6, im Mädchendoppel verlor sie in der ersten Runde mit Partnerin Valentina Ivanov gegen die ukrainische Paarung Marharyta Bilokin und Wiktorija Dema mit 1:6 und 3:6. Im Mixed verlor sie mit Partner Ali Dawani ebenfalls bereits in der ersten Runde gegen die Paarung Sada Nahimana und Philip Henning mit 0:6 und 1:6.
2019 erreichte sie bei den Australian Open im Juniorinneneinzel mit einem 6:1 und 6:4 Sieg gegen Giulia Morlet die zweite Runde, wo sie dann gegen Federica Rossi mit 2:6, 6:2 und 1:6 verlor. Im Juniorinnendoppel erreichte sie mit ihrer Partnerin Mananchaya Sawangkaew an Position zwei gesetzt das Viertelfinale. In Wimbledon musste sie im Juniorinneneinzel in der ersten Runde gegen die an Position drei gesetzte Zheng Qinwen antreten, gegen die sie klar mit 0:6 und 2:6 verlor. Im Juniorinnendoppel gab sie mit Partnerin Sawangkaew gegen das tschechische Duo Linda Fruhvirtová und Kristýna Lavičková im dritten Satz beim Stand von 3:6, 6:3 und 3:5 auf. Im August holte sie mit Sawangkaew  den Titel im Doppel beim J1 Nanjing. Bei den US Open im September verlor sie im Juniorinneneinzel gegen Elsa Jacquemot in der ersten Runde mit 1:6 und 3:6. Im Juniorinnendoppel erreichte sie mit Partnerin Mai Napatt Nirundorn mit einem 7:67, 0:6 und [10:8] Sieg gegen Chloe Beck und Hurricane Tyra Black das Achtelfinale, wo die beiden mit 3:6, 6:1 und [7:10] gegen Caijsa Wilda Hennemann und Alexandra Vecic verloren.
2020 gewann sie den Titel im Dameneinzel der Hua Hin Open Masters in der True Arena Hua Hin mit einem 3:6, 6:2 und 6:0 Finalsieg über Kamonwan Buayam nachdem am Turnier-Mittwoch ihr Vater bei einem Autounfall auf dem Heimweg von Hua Hin nach Bangkok mit 52 Jahren tödlich verunglückte, nachdem er seine Tochter besuchte.
2023 holte sie nach ihrer College-Zeit im Oktober den ersten Sieg bei einem mit 40.000 US-Dollar dotierten ITF-Turnier im Einzel. Bei den Shenzhen Guangming Open besiegte sie im Finale die Chinesin Shi Han mit 6:3 und 7:5. Zum Jahresende erreichte sie beim Yokohama Keio Challenger Women’s International Tennis Tournament im Einzel das Achtel- und mit Partnerin Sawangkaew im Doppel das Viertelfinale.
2024 erreichte sie Anfang Januar beim ITF Pro Circuit 2024 I das Achtelfinale im Einzel, beim ITF Pro Circuit 2024 II scheiterte sie zwar im Einzel bereits in der ersten Runde, konnte aber mit Partnerin Punnin Kovapitukted im Doppel das Achtelfinale erreichen. Ende Februar erhielt sie bei den Thailand Open, ihrem ersten Turnier auf der WTA Tour sowohl für das Hauptfeld im Einzel als auch mit Partnerin Salakthip Ounmuang für das Doppel eine Wildcard. Im Einzel verlor sie ihr Erstrundenmatch gegen Julija Putinzewa knapp in drei Sätzen mit 7:5, 3:6 und 2:6, im Doppel scheiterten sie und Partnerin Salakthip Ounmuang ebenfalls bereits in der ersten Runde mit 4:6 und 1:6 an Kamilla Rachimowa und Jana Sisikowa.

### College Tennis
Von 2019 bis 2023 spielte Naklo für das Damentennisteam der Iowa State Cyclones der Iowa State University. Ende Juni 2023 erreichte sie im ITA-Ranking der Saison 2023 Platz 40 im Einzel und zusammen mit ihrer College-Doppelpartnerin Anna Supapitch Kuearum Platz 49 im Doppel.

## Turniersiege

### Einzel
| Nr. | Datum            | Turnier  | Kategorie | Belag     | Finalgegnerin | Ergebnis |
| --- | ---------------- | -------- | --------- | --------- | ------------- | -------- |
| 1.  | 30. Juli 2023    | Sapporo  | ITF W15   | Hartplatz | Mei Hasegawa  | 6:1, 6:2 |
| 2.  | 6. August 2023   | Sapporo  | ITF W15   | Hartplatz | Rinon Okuwaki | 6:2, 6:3 |
| 3.  | 15. Oktober 2023 | Shenzhen | ITF W40   | Hartplatz | Shi Han       | 6:3, 7:5 |

### Doppel
| Nr. | Datum             | Turnier             | Kategorie | Belag     | Partnerin             | Finalgegnerinnen                     | Ergebnis |
| --- | ----------------- | ------------------- | --------- | --------- | --------------------- | ------------------------------------ | -------- |
| 1.  | 6. April 2019     | Scharm asch-Schaich | ITF W15   | Hartplatz | Mananchaya Sawangkaew | Katarína Kužmová Schibek Qulambajewa | 6:3, 7:5 |
| 2.  | 29. Juli 2023     | Sapporo             | ITF W15   | Hartplatz | Ayumi Miyamoto        | Han Jiangxue Mao Mushika             | 6:2, 64  |
| 3.  | 14. Dezember 2024 | Solapur             | ITF W35   | Hartplatz | Bunyawi Thamchaiwat   | Akanksha Dileep Nitture Soha Sadiq   | 6:4, 6:2 |

## Abschneiden bei Grand-Slam-Turnieren

### Juniorinneneinzel
| Turnier         | 2017 | 2018 | 2019 | Karriere |
| --------------- | ---- | ---- | ---- | -------- |
| Australian Open | 1    | –    | 2    | 2        |
| French Open     | –    | –    | –    | —        |
| Wimbledon       | –    | 1    | 1    | 1        |
| US Open         | –    | 1    | 1    | 1        |

Zeichenerklärung: S = Turniersieg; F, HF, VF, AF = Einzug ins Finale / Halbfinale / Viertelfinale / Achtelfinale; 1, 2, 3 = Ausscheiden in der 1. / 2. / 3. Hauptrunde; nicht ausgetragen

### Juniorinnendoppel
| Turnier         | 2017 | 2018 | 2019 | Karriere |
| --------------- | ---- | ---- | ---- | -------- |
| Australian Open | HF   | –    | VF   | HF       |
| French Open     | –    | –    | –    | —        |
| Wimbledon       | –    | AF   | 1    | AF       |
| US Open         | –    | 1    | AF   | AF       |

## Privates
Thasaporn ist die Tochter von Somchai und Thanawan Naklo.